# ريزدنت إيفل: ذا أمبريلا كرونيكلز
ريزدنت إيفل: ذا أمبريلا كرونيكلز (بالإنجليزية: Resident Evil: The Umbrella Chronicles)‏ الشر المقيم: سجلات أمبريلا هي لعبة فيديو من نوع تصويب صدرت في عام 2007 لجهاز وي وهي من تطوير ونشر شركة كابكوم. تتكون اللعبة من خمس سيناريوهات تلخص أحداث ريزدنت إيفل زيرو وريزدنت إيفل 1 وريزدنت إيفل 3: نمسيس ، فضلا عن مواد جديدة تتعلق بسقوط شركة «أمبريلا».

## القصة
تلقي اللعبة الضوء على شركة أمبريلا من خلال شخصية ألبرت ويسكر وهو عالم سابق في الشركة، بالإضافة إلى الوثائق المخفية التي تحتوي على أسرار المنظمة وأفعالها .

## وصلات خارجية
- Official North American site
- Official Japanese site
- Resident Evil at Wikia